# Symblepharis gracillima
Symblepharis gracillima är en bladmossart som beskrevs av C. Müller 1900. Symblepharis gracillima ingår i släktet Symblepharis och familjen Dicranaceae. Inga underarter finns listade i Catalogue of Life.